# وینیانا ریوای
وینیانا ریوای (انگلیسی: Viniana Riwai؛ زادهٔ ۶ ژوئن ۱۹۹۱) بازیکن راگبی ۷ نفره زن اهل فیجی است.
وی در مسابقات کشوری و بین‌المللی در مجموع برندهٔ ۱ مدال برنز شده‌است.